# Isabelle Funaro
Isabelle Funaro, née le 16 avril 1982 à Paris, est une actrice française.
D'abord mannequin, elle se tourne ensuite vers le cinéma et collabore notamment avec Michaël Youn, avec qui elle est en couple.

## Biographie

### Carrière
Isabelle Funaro est d'abord mannequin, défilant notamment pour Jean Paul Gaultier,.
En 2002, elle débute au cinéma en obtenant un petit rôle dans Blanche de Bernie Bonvoisin. Elle donne aussi la réplique à Juliette Binoche dans Paris (2008) de Cédric Klapisch, mais ses scènes ne sont finalement pas retenues dans le montage final.
En 2009, elle coécrit le scénario du film Fatal avec son compagnon Michaël Youn et y joue le rôle principal féminin. En 2013, elle joue dans Vive la France, à nouveau au côté de Michaël Youn, qui écrit et réalise le film et y interprète l'un des principaux personnages,.

### Vie personnelle
En 2000, à 18 ans, elle se marie avec Pascal Obispo, de 17 ans son aîné, avec qui elle a un fils, Sean, né le 11 octobre 2000,. Ils se séparent en 2005.
Depuis 2008, elle a pour compagnon l'humoriste et acteur Michaël Youn, avec qui elle a eu une fille, Seven, née le 7 juin 2011,, puis un fils, Stellar, né le 4 juillet 2019.

## Filmographie
Sauf indication contraire, les informations mentionnées dans cette section peuvent être confirmées par les bases de données cinématographiques IMDb et Allociné,  présentes dans la section « Liens externes ».

### Actrice

#### Cinéma
- 2002 : Blanche de Bernie Bonvoisin
- 2008 : Paris de Cédric Klapisch (scènes coupées au montage)[3]
- 2010 : Fatal de Michaël Youn : Athéna Novotel
- 2013 : Vive la France de Michaël Youn : Marianne
- 2019 : Rendez-vous chez les Malawa de James Huth[10]

#### Clips
- 2010 : Ce matin va être une pure soirée de Michaël Youn alias Fatal Bazooka (bande originale du film Fatal)[11]
- 2011 : Chuis Bo de PZK
- 2014 : Ce soir sans mon sexe de Michaël Youn alias Fatal Bazooka

### Scénariste
- 2010 : Fatal de Michaël Youn (collaboration à l'écriture)